# Hohe Acht
De Hohe Acht is met zijn 747 m de hoogste top van de Eifel en is gelegen op de grens tussen de districten Ahrweiler en Mayen-Koblenz in de Duitse deelstaat Rijnland-Palts.

## Geografie en geologie

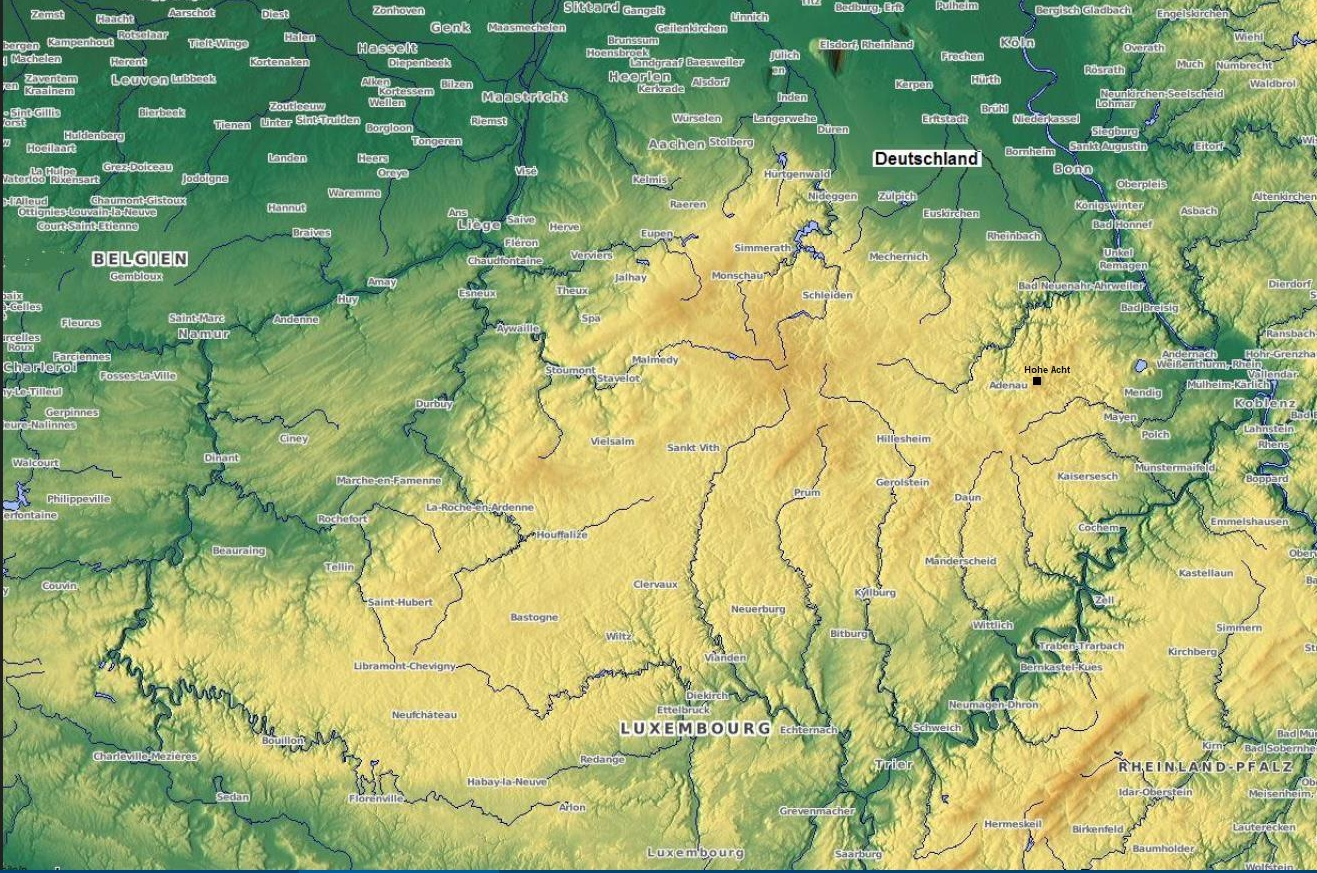
De hoogste top van het gebied is de Hohe Acht met 746,9 m boven zeeniveau

De Hohe Acht bevindt zich in de Hocheifel ten oosten van Adenau. De berg is een uitgedoofde vulkaan uit het Tertiair.

## Kaiser-Wilhelm-Turm
Op de Hohe Acht werd omstreeks 1908, 1909 de Kaiser-Wilhelm-toren gebouwd die een vergezicht biedt over de Eifel tot aan het Westerwald, de Hunsrück en de Rijn. Het bevel tot de oprichting van deze stenen uitkijktoren kwam er wegens het zilveren jubileum van keizer Wilhelm II en keizerin Augusta Victoria alsook ter herinnering van keizer Wilhelm I.

## Wandelwegen
Om de Hohe Acht heen is een netwerk van wandelwegen aangelegd. Op talrijke plaatsen is hier een weids uitzicht over het Eifellandschap mogelijk.

## Wintersport
In de winter zijn er wintersportmogelijkheden. Zo bevinden zich er loipes, een rodelbaan en enkele skiliften.

## Autosport
In de omgeving van de Hohe Acht ligt op een 678 m hoge vulkaankegel het kasteel van Nürburg. Een deel van de daar lopende oude Nürburgring is naar de Hohe Acht genoemd.